# François Frédéric Campana

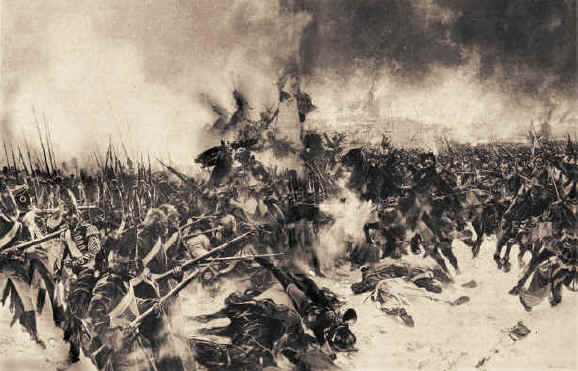
Slag bij Eylau

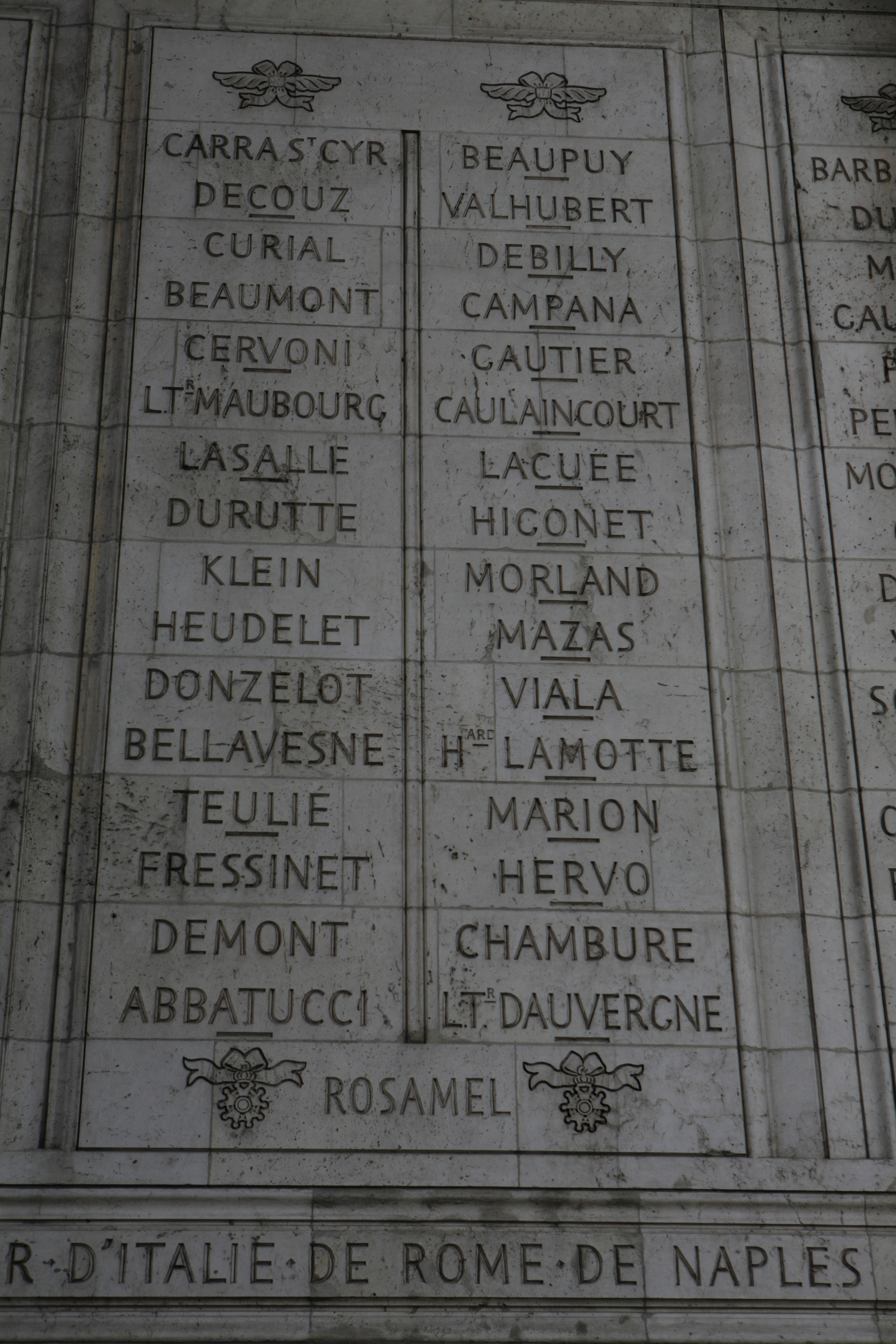
De naam Campana op de Arc de Triomphe (2e kolom op de foto)

Francesco Federico Campana, of met Franse naam, François Frédéric Campana (Turijn, 16 februari 1771 – Ostrołęka, 16 februari 1807), was een officier in de Revolutionaire oorlogen van Frankrijk en in de napoleontische oorlogen. Hij was in een tussenperiode prefect van het Franse departement Marengo (1802-1805) in Noord-Italië.

## Levensloop
Campana groeide op in Turijn, in het koninkrijk Piëmont-Sardinië. Hij was artillerist in dienst van de koning van Sardinië. 
In 1894 liep hij over naar de Fransen, bij hun verovering van Noord-Italië. Tijdens de verdere oorlogen van Frankrijk na de Franse Revolutie, vocht hij aan het hoofd van een Italiaans korps aan de zijde van de Fransen. Hij werd bevorderd tot officier (1795). Hij werd stafofficier van de generaals Claude Victor-Perrin, André Masséna en Guillaume Brune, omwille van zijn terreinkennis. Dit was in de Eerste en Tweede Coalitieoorlog. In 1799 werd Campana bevelhebber van de Piëmontese troepen in dienst van Frankrijk. Dit leverde hem een plaats op binnen het Franse opperbevel in Italië alsook de bevordering tot (Frans) brigade-generaal (1799). Bij de belegering van Genua werd hij gekwetst (1800). 
In 1801 werd generaal Campana vrijgesteld van militaire dienst. Hij was betrokken bij de oprichting van het Frans departement Marengo waarvan hij prefect was (1802-1805). Daar kreeg hij het ereteken van het Legioen van Eer.
Vanaf 1805 was Campana terug militair actief; hij werd bevorderd tot brigade-generaal. Hij volgde een artillerie-training in Rijsel (1805) en trok vervolgens mee met de Grande Armée naar Pruisen. Dit was in de Vierde Coalitieoorlog. Hij werd zwaar gekwetst in de slag bij Eylau (1807) in Oost-Pruisen; Eylau is thans de Russische gemeente Bagrationovsk. Campana sneuvelde één week later, in de slag van Ostrolenka in Polen (1807), ten gevolge van wonden opgelopen in Eylau.
Zijn naam staat in brons vermeld op de Arc de Triomphe in Parijs.